# スリランカ連続爆破テロ事件
スリランカ連続爆破テロ事件（スリランカれんぞくばくはテロじけん）とは、2019年4月21日にスリランカの最大都市コロンボを始めとした国内の8か所で、連続的に発生した爆弾テロ事件の総称である。当日はキリスト教の復活祭であり、教会や高級ホテルが狙われ、259人が死亡する惨事となった。

## 概要

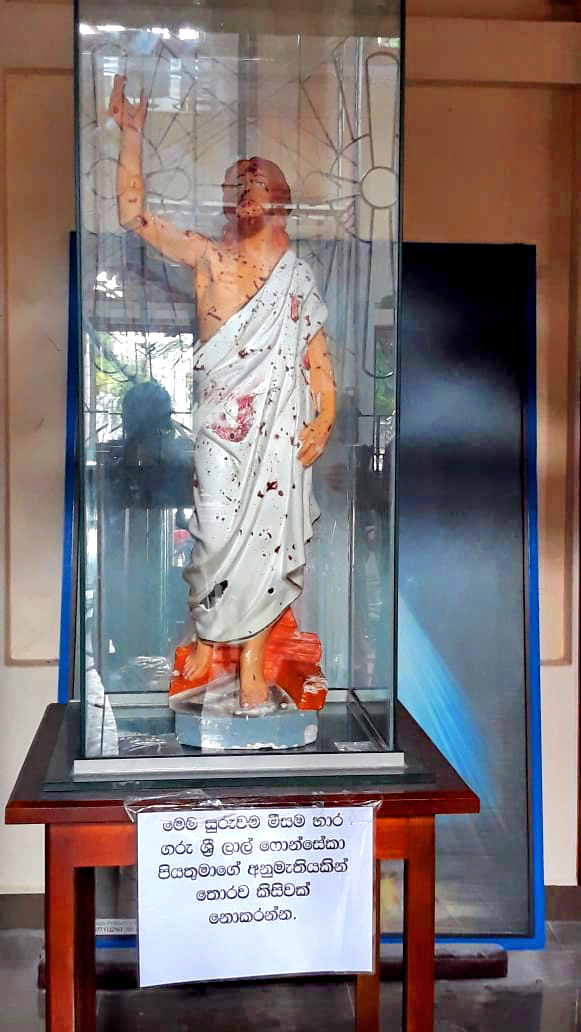
爆風の中に残ったキリスト像。飛び散った血痕にまみれている。

2019年4月21日の復活祭の日曜日、スリランカの3つのキリスト教の教会、ならびに最大都市コロンボの3つの高級ホテルが、連続して自爆テロの標的となった。さらに同日にデマタゴダの集合住宅とデヒワラのゲストハウスでも小規模な爆発があった。259人が死亡（うち45名は外国人）、負傷者も500人以上（警察官3名を含む）に上った。ニゴンボ、バッティカロア、コロンボの各教会へのテロは、復活祭のミサの最中を狙って行われた。ホテルはシャングリ・ラ・コロンボ、シナモン・グランド、キングスバリーそれにトロピカルインが攻撃された。スリランカの情報機関の調査によれば、第二波の攻撃も計画されていたが、政府の反撃により未然に阻止された。
スリランカ政府の捜査の結果、自爆テロを行った9名の実行犯はいずれもスリランカ国民で、国外組織との繋がりも疑われる地元のイスラム過激派団体ナショナル・タウヒード・ジャマア (NTJ) の関係者であった。NTJは仏教徒やスーフィーへの攻撃で知られていた。国防担当国務大臣のルワン・ウィジェワルダナは事件直後の4月23日、政府はこの事件をムスリムを狙った2019年3月15日のクライストチャーチモスク銃乱射事件の報復であると考えていると述べた。しかし、両事件の直接の関連については、ニュージーランド政府や一部の専門家から疑問視されている。NTJは少なくとも2019年1月から爆発物を準備していた。
2019年4月23日、ISIL系のメディアであるアマーク通信は「連合国の市民とスリランカのキリスト教徒を標的とした攻撃を実行したのは、ISの戦士だった」と報じた。しかしながら、テロの被害者の大半はスリランカ人で、スリランカは反ISIL有志連合の一員ではなかった。ISILの指導者と推測されているアブー・バクル・アル＝バグダーディーは、18分間のビデオの中でこの攻撃を褒め称えた。しかしスリランカの犯罪捜査部は、事件へのISILの直接の関与を示す証拠は無く、犯行グループは独自に攻撃を行ったと分析している。

## 攻撃
スリランカ各地の教会やホテルが爆破された時刻は、キリスト教徒たちの復活祭のミサの最中であった。国内の礼拝中のキリスト教徒と、首都の海辺の高級ホテルで朝食中の観光客を狙い、爆発の順序と条件は最大の破壊を引き起こすために計画された。教会とホテルを狙った最初の6件の爆発は、全て自爆テロによって行われた。
最初の爆発は、コロンボの歴史あるカトリック教会である聖アンソニー教会の聖堂で起こり、50人以上が死亡した。2件目の爆発は、コロンボの北に位置するキリスト教徒が多数を占める都市ニゴンボの聖セバスティアン教会で起こり、100人以上が死亡した。聖セバスティアン教会は、スリランカの主要空港でセキュリティレベルが高いバンダラナイケ国際空港にも近接している。
さらに15分後に、スリランカ東海岸のバッティカロアで、プロテスタント福音派のシオン教会で3件目の爆発があり、30人が死亡した。
スリランカのメディアは、コロンボの聖アンソニー教会とホテルでの爆発で、少なくとも40人が死亡したと報じた。
| 時刻 (UTC+5:30) | 場所                                                                                         |
| --------------- | -------------------------------------------------------------------------------------------- |
| 8:25 AM         | コロンボ: 聖アンソニー教会                                                                   |
| 8:45 AM         | ニゴンボ: 聖セバスティアン教会                                                               |
| 9:05 AM         | バッティカロア: シオン教会                                                                   |
| 9.15 – 9.20 AM  | - コロンボ: シナモン・グランド・ホテル、ザ・キングスバリー・ホテル、シャングリ・ラ・コロンボ |
| 2:00 PM         | デヒワラ: トロピカルイン                                                                     |
| 2:15 PM         | デマタゴダ: 集合住宅                                                                         |

## 犠牲者
| 国籍           | 死者数 |
| -------------- | ------ |
| スリランカ     | 215    |
| インド         | 11     |
| イギリス       | 8      |
| 中国           | 6      |
| デンマーク     | 3      |
| オランダ       | 3      |
| アメリカ       | 3      |
| オーストラリア | 2      |
| サウジアラビア | 2      |
| スペイン       | 2      |
| トルコ         | 2      |
| バングラデシュ | 1      |
| 日本           | 1      |
| ポルトガル     | 1      |
| スイス         | 1      |
| 合計           | 259    |

一連の爆発による死者は259人、負傷者数は500人以上に上った。事件当初、死者は359人とも伝えられたが、スリランカ保健省はDNA検査の結果、犠牲者の重複が多く見つかったとして100人近くを訂正した。死者の大半はスリランカ人だが、45人の外国人も含まれている。
犠牲者には以下のような著名人も含まれる。
- シャンター・マーヤードゥンネー（英語版）: スリランカTV番組のシェフ。彼女の娘も同じく犠牲となっている。[53]
- デンマークのアパレル企業ベストセラー社（英語版）のCEOアナス・ホルシュ・ポールセン（英語版）は、4人の子供のうち3人が犠牲となった[54][55]。
- バングラデシュの政治家シェイク・セリム（英語版）も孫が犠牲となっている[48]。

死者の中には、少なくとも45人の子供が含まれており、そのうち9人は外国人であった。4月23日には、聖セバスティアン教会にて犠牲者の最初の合同葬儀が執り行われた。

## 犯人
教会とホテルで自爆した8人の他、警察の捜査中に自爆した1人の合わせて9人の実行犯が確認されており、いずれも死亡している。実行犯はいずれもスリランカ人で、スリランカ政府は国内の過激派イスラム組織ナショナル・タウヒード・ジャマア (NTJ) の犯行との見方を示した。シャングリ・ラ・コロンボで自爆したNTJ創設者のザハラン・ハシムが、事件の首謀者と目されている。一方で、ISIL系のメディアであるアマーク通信は「連合国の市民とスリランカのキリスト教徒を標的とした攻撃を実行したのは、ISの戦士だった」との声明を出したが、事件へのISILの直接の関与を示す証拠は見つかっていない。
スリランカ警察当局は、事件3日後の4月24日までに、NTJの関係者を60人逮捕した。実行犯9人の身元は5月1日までに全員特定されたが、そのほとんどは富裕層の出身であった。
2021年8月12日、司法当局は殺人などの罪で25人を起訴した。